# Velika Pirešica
Velika Pirešica je naselje u slovenskoj Općini Žalecu. Velika Pirešica se nalazi u pokrajini Štajerskoj i statističkoj regiji Savinjskoj. 

## Stanovništvo
Prema popisu stanovništva iz 2002. godine naselje je imalo 400 stanovnika.